# Jagdgeschwader 109
109-та винищувальна ескадра (нім. Jagdgeschwader 109 (JG 109) — винищувальна ескадра Люфтваффе за часів Другої світової війни.

## Історія
109-та винищувальна ескадра заснована 13 квітня 1944 року на аеродромі Штольп-Райц поблизу сучасних польських Слупськ та Редзіково шляхом переформування I./JG105. Оснащувалася навчально-тренувальними літаками Ar 96, Fw 44 та винищувачами типу Messerschmitt Bf 109. 15 жовтня 1944 року переформована на II./JG103.

## Командування

### Командири
- майор (нім. Walter Kienzle) (13 квітня — 15 жовтня 1944)

## Бойовий склад 109-ї винищувальної ескадри
- Штаб (Stab/JG109)
- 1-ша ескадрилья (1./JG109)
- 2-га ескадрилья (2./JG109)
- 3-тя ескадрилья (3./JG109)